# 圣西默
圣西默（法語：Saint-Simeux，法語發音：[sɛ̃ simø]）是法国夏朗德省的一个旧市镇，属于干邑区。2021年，圣西默与市镇莫纳克合并为新市镇莫纳克-圣西默。

## 地理
圣西默（45°37'40"N, 0°1'34"W）面积9.4 平方千米，位于法国新阿基坦大区夏朗德省，该省份为法国西部内陆省份，北起德塞夫勒省和维埃纳省，东临上维埃纳省，东南至多尔多涅省，南至多爾多涅省，西接滨海夏朗德省。
与圣西默接壤的市镇（或旧市镇、城区）包括：昂雅克夏朗德、尚米永、夏朗德河畔新堡、莫纳克、穆利达尔、维布拉克。

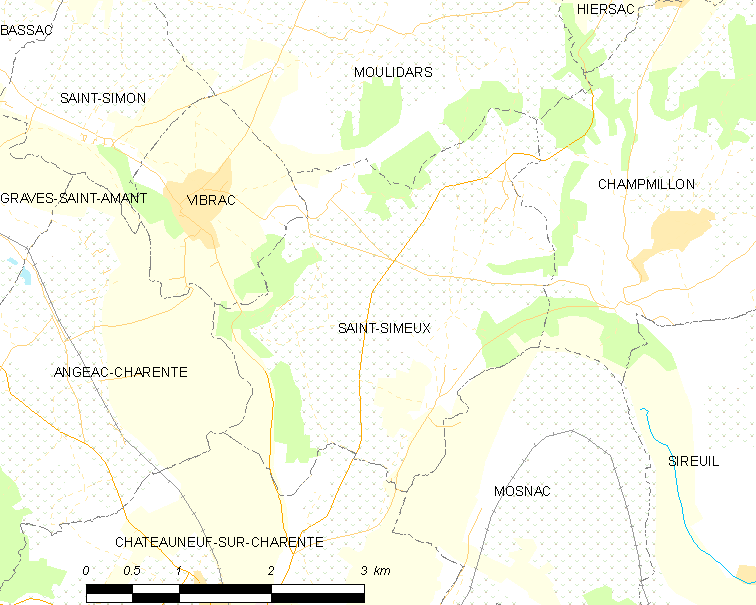
圣西默的OSM定位图

圣西默的时区为UTC+01:00、UTC+02:00（夏令时）。

## 行政
圣西默的邮政编码为16120，INSEE市镇编码为16351。

## 政治
圣西默所属的省级选区为夏朗德-香槟县。

## 人口

1962-2008年间圣西默人口变化图示

圣西默于2018年1月1日时的人口数量为577人。